# Nikon D300
Die Nikon D300 ist eine digitale Spiegelreflexkamera des japanischen Herstellers Nikon, die im November 2007 in den Markt eingeführt wurde. Der Hersteller richtete sie an Berufs- und Amateurfotografen.

## Allgemeines
Die D300 hat einen CMOS-Sensor mit einer Größe von 23,6 mm × 15,8 mm (Herstellerbezeichnung DX-Format) und erreicht eine Auflösung von 12,3 Megapixeln (4288 × 2848 Pixel). Die Kamera ist nach dem Einschalten in 0,13 Sekunden aufnahmebereit und kann bis zu 6 Bilder pro Sekunde aufnehmen. Mit optionalem Batteriehandgriff MB-D10, der acht Mignon-Batterien oder den Akku EN-EL4a fasst, sind es sogar 8 Bilder pro Sekunde.
Die Kamera verfügt über ein Reinigungssystem – hierbei wird nicht der Sensor, sondern der Tiefpass-Filter vor dem Sensor durch Piezoelemente in Schwingungen versetzt, wodurch der Staub abgeschüttelt wird. Ferner verfügt die D300 über einen 14-Bit-A/D-Wandler, Nikon-Expeed-Bildprozessor, Autofokus-3D-Tracking (Verfolgung des Objekts), Autofokus-Feinjustierung, Live-View, Belichtungsindex 200-3200 (100 und 6400 über Sonderfunktion). Der Verschluss ist für 150.000 Auslösungen konzipiert. Auf der Rückseite ist ein 3-Zoll-Display mit VGA-Auflösung angebracht. Die Kamera verfügt über ein Autofokussystem mit 51 Messfeldern und 15 Kreuzsensoren (kamerainternes Modul Multicam 3500DX), sowie einen HDMI-Videoausgang. Die Kamera besitzt ein Gehäuse aus einer Magnesium-Legierung. Der Pentaprismensucher bietet ein Sucherbild von 100 %, in das neben den üblichen Aufnahmeinformationen noch Gitterlinien eingeblendet werden können. Weiterhin kann in die Exif-Informationen der aufgenommenen Bilder (mit aktualisierter Firmware ab A1.10) der Name des Fotografen und ein Copyright-Vermerk aufgenommen werden.
Ein wichtiger Unterschied zum Vorgänger D200 ist, dass die Nikon D300 die Möglichkeit besitzt, auch Objektive mit elektronischer Blendensteuerung ("E Nikkore", nicht zu verwechseln mit der "E Serie" für die Nikon EM) zu verwenden. Hierbei wird die Blende nicht mehr über den Blendenhebel im Bajonett geschlossen, sondern über die oben im Bajonett liegenden Kontakte angesteuert.

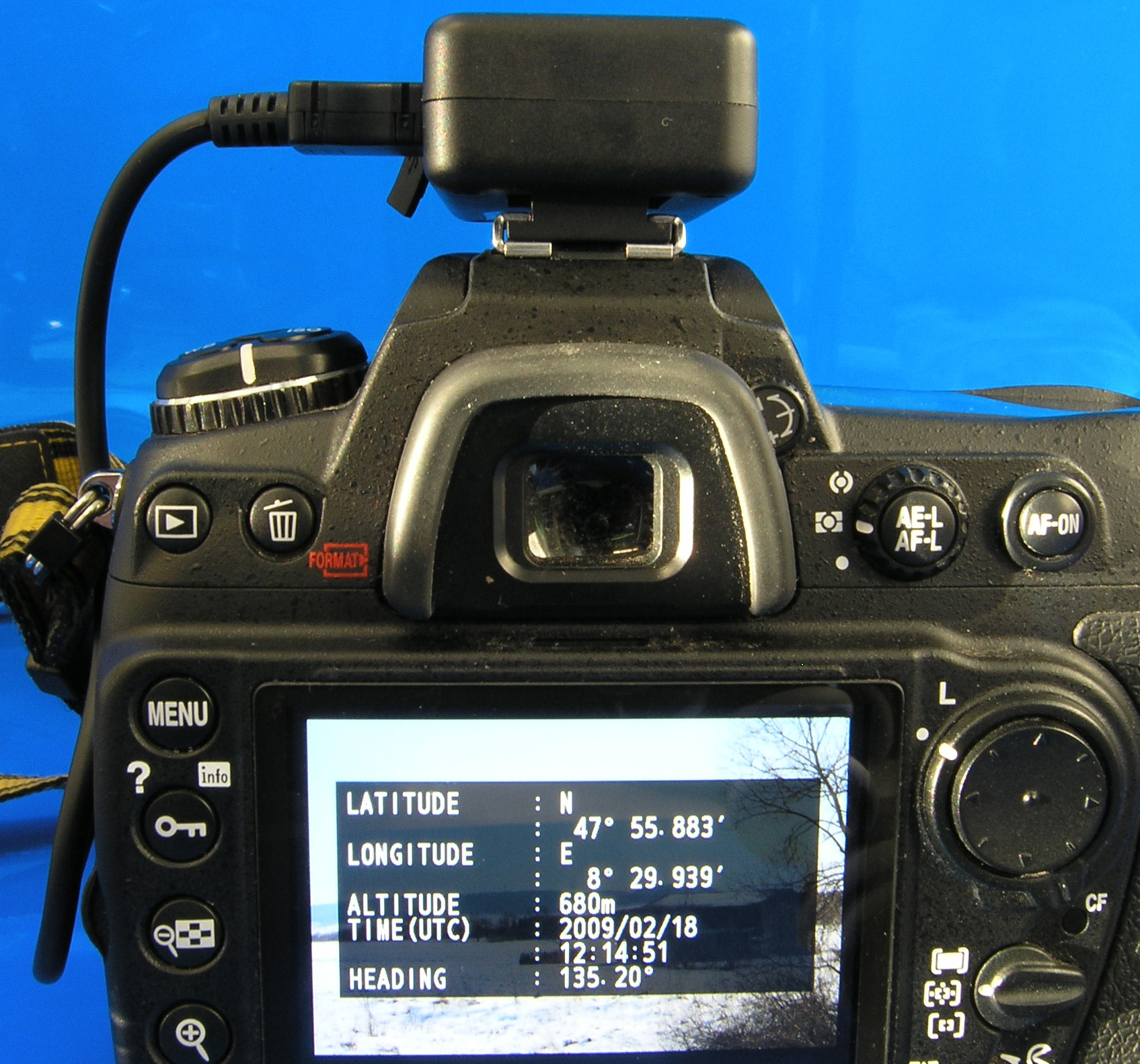
Foto-GPS mit Kompass auf Nikon D300

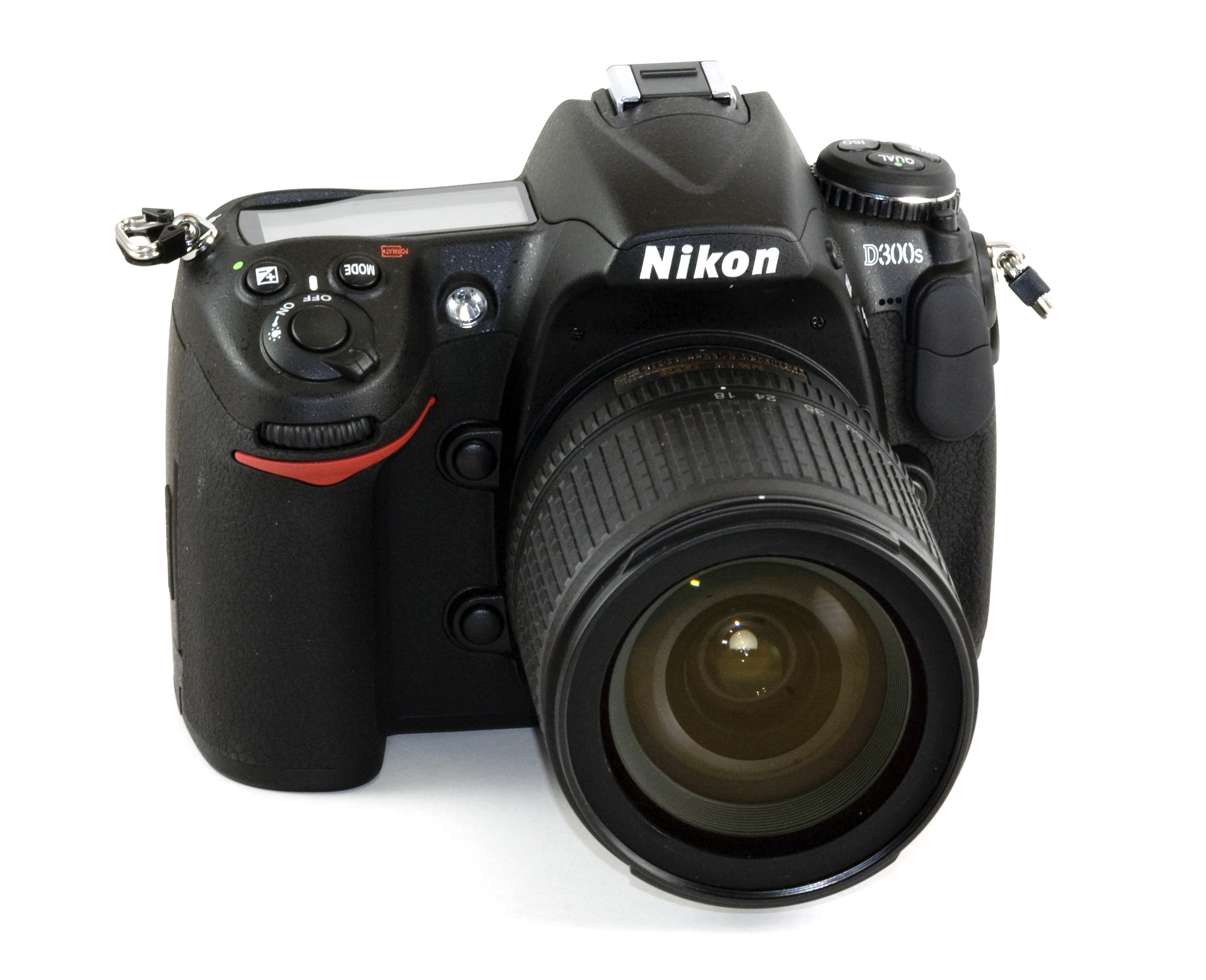
Nikon D300s

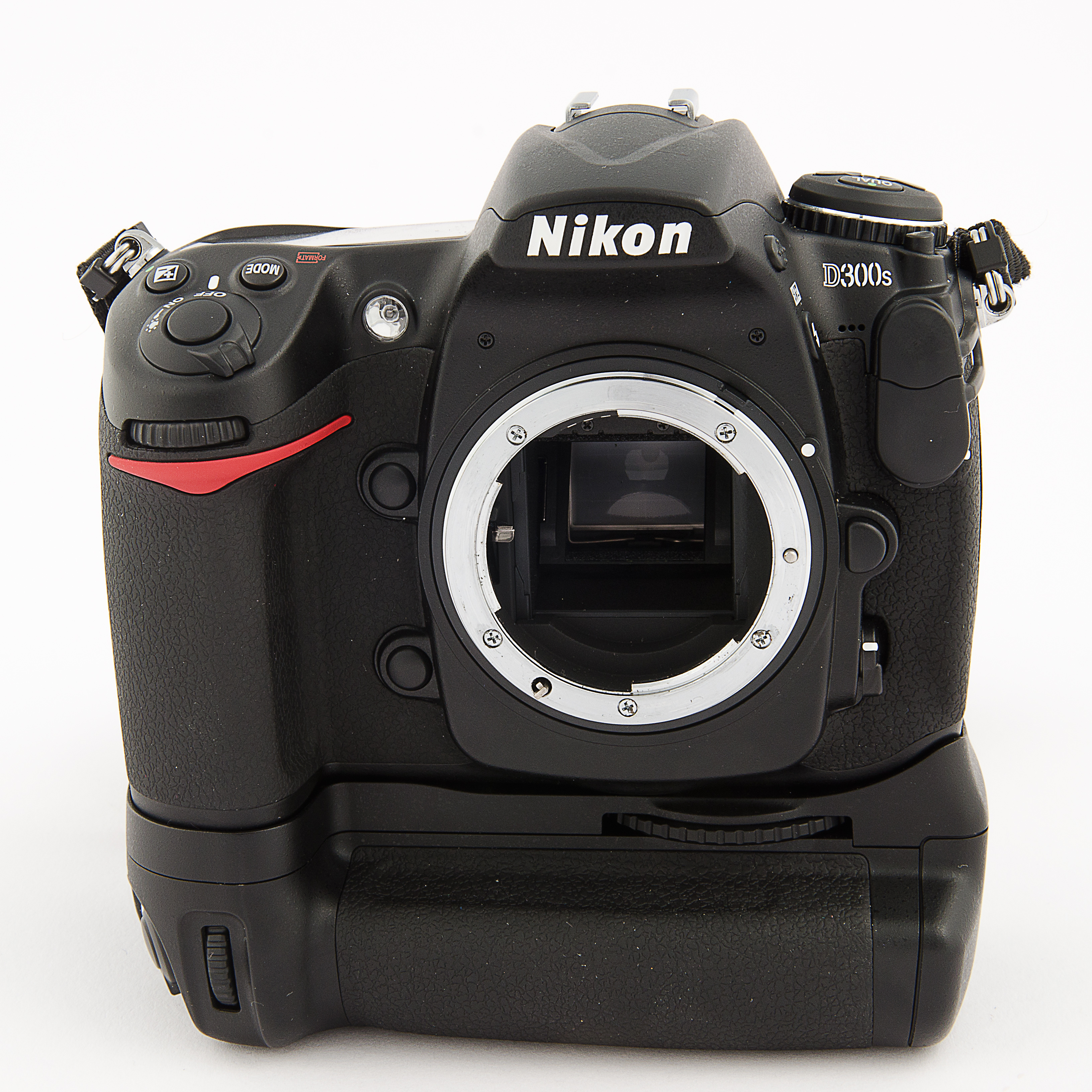
Nikon D300s mit Batteriegriff

## ModellNikon D300s
Im August 2009 brachte der Hersteller das Modell D300s auf den Markt. Die Kamera basiert auf der Technologie des oben beschriebenen Modells D300. Sie verfügt ergänzend über einen Videomodus in HD-Qualität (1280 × 720 Pixel). Der Ton kann über ein externes Mikrofon in Stereo aufgenommen werden, über das in die Kamera eingebaute Mikrofon in Mono. Auch während der Filmaufnahmen ist der Autofokus einsetzbar. Die D300s kann in zwei verschiedenen Kartenfächern CF- und SD-Karten als Speichermedien verarbeiten, jedoch keine CF-Typ II- oder Microdrive-Karten. Die Bedienungselemente wurden denen des Modells D700 angelehnt. Die D300s erreicht ohne zusätzliches Zubehör 7 Bilder pro Sekunde, welche sich mit Batteriegriff MB-D10 (mit Lithium-Ionen-Akku vom Typ EN-EL4) noch auf 8 Bilder/s steigern lassen. Zur Stromversorgung dient ein Lithium-Ionen-Akku vom Typ EN-EL3e. Die Kamera verfügt über einen künstlichen Horizont, der nur auf dem LC-Monitor angezeigt werden kann. Eine weitere Neuerung ist eine Art interaktiver Monitor, über den einige häufiger benutzte Einstellungen direkt vorgenommen werden können. Der RAW-Dynamikumfang stieg geringfügig von etwas unter 10 EV auf 10.1 EV.

## Zubehör
Die Kameras D300 und D300s besitzen beide eine kombinierte Zubehörschnittstelle, an die neben einem Kabelauslöser auch ein GPS-Empfänger, wie das Nikon GP-1 angeschlossen werden kann, um ein Geotagging der Aufnahmen zu ermöglichen. Die GPS-Schnittstelle verarbeitet neben den GPS-Daten auch Kompassinformationen. Für die Kameratypen mit DX-Sensor werden von Nikon in der speziellen Objektivreihe DX-Nikkor sowie von anderen Herstellern unterschiedliche Objektive, vom Fisheye bis Telezoom sowie Makro-Objektive angeboten.